# لايالي ميلر مورو
لايالي ميلر-مورو (بالإنجليزية: Layli Miller-Muro) هي محامية وناشطة أمريكية. فهي مؤسس ومدير تنفيذي لمركز العدالة تاهيره، وهي منظمة وطنية غير ربحية تهدف لحماية النساء من انتهاكات حقوق الإنسان مثل الاغتصاب وختان الإناث والعنف الأسري والاتجار بالبشر والزواج بالإكراه. البرنامج الشامل لتاهيره يجمع بين الخدمات القانونية المجانية والخدمات الاجتماعية لإدارة القضايا مع الدعوة للسياسات العامة والتعليم والتوعية.

## الدفاع عن حقوق الإنسان
أسست لايالي ميلر المؤسسة بعد أن شاركت في قضية كاسنيجا، وهي قضية كبيرة تمثل سابقة وطنية كما قامت بتغيير قانون اللاجئين في الولايات المتحدة. فوزية كاسندجا فتاة ذات 17 عامًا هربت من توغو خوفًا من عادة تعدد الزوجات وممارسة قبلية تُعرف باسم ختان الإناث. وقد منحتها مجلس الأستئناف الهجرة الأمريكي حق اللجوء عام 1996. هذا القرار فتح الباب للأعتراف أن الاضطهاد القائم على أساس الجنس سبب من أسباب اللجوء.مستخدمةً جزء من عائدات الكتاب الذي قامت بتأليفه مع كاسنيجا (هل يسمعونك عندما تبكي؟ ديكورات برس 1998) قامت لايالي بإنشاء مركز العدالة تاهيره.

من 2001، لايالي ميلر جعلت المركز يقدم خدماته لأكثر من 19000 امرأة وطفل، حيث تزايد عدد العاملين في المؤسسة الغير هادفة للربح من 6 إلي 50، كما تزايد عدد فروعها من العاصمة فقط إلى هيوستن وبالتيمور. وتقديرًا لإدارتها الحكيمة وبرامجها المبتكرة، فاز مركز تاهيرة بجائزة الواشنطن بوست للتميز الإداري تحت إدارة لايالي ميلر. ونالت تقدير لإستخدامها المبتكر للخدمات المجانية في مجلة تسنافورد للأبتكار الجماعي.

وقبل أن نتضم لتاهيرة كمديرة تنفيذية عام 2001، لايالي ميلر كانت محامية في مكتب محامه أرنولد وبورتر في العاصمة واشنطن حيث تدربت على التقاضي الدولي. وقبل التحاقها بأرنولد وبورتر، كانت محامية ومستشارة في وزارة العدل الأمريكية ومجلس استئناف الهجرة.

## شهادتها
تلقت لايالي ميلر شهاده في البكالوريوس والدكتوراه علاقات دولية من الجامعة الأمريكية وحصلت على ليسانس من كلية أنجيس سكوت.

## تقدير مجهودتها
من بين العديد من الجوائز والتقديرات التي حصلت عليها لايالي، أُطلق عليها الأم الصغيرة للعاصمة عام 2015 من قبل مؤسسة الأمهات الأمريكات. وأطلق عليها واحدة من ضمن أقوى 50 أمرأه دينية للأحتفال باليوم العالمي للمرأة في 2014 من قِبل هافينغتون بوست، وفي 2013حصلت على دكتوراه فخرية من جامعة إلينوي الشمالية، وفي 2012 تم الأعتراف بها كواحدة من أكثر 150 امرأة لا يخافن من النيوزويك وذا دايلي بيست. وفي نفس العام، حصلت على جائزة صوت الشعب ديان فون فيرسبريج وكانت من ضمن قائمة أفضل 100 رواد الأعمال الأكثر إبداعًا غولدمان ساكس. بالإضافة إلي أنها في 2010 حصلت على جائزة أنجازات المرأة العاملة ضمن برنامج سمارت برافا والتي تكرم 25 من المديرات والاتي هن من القواد المثاليين في شركاتهن والمجتمع بشكل عام.

## حياتها الشخصية
تعيش لايالي في العاصمة واشنطون مع زوجها جيل مير مورو وأطفالهم الثلاثة، وهي عضو نشط في مجموعةبهائية.

## وصلات خارجية
- Tahirih Justice Center
- Biography
- Justice and Equality – a basis for change in our troubled world, a talk given by Miller-Muro at the 5th annual Margaret Stevenson Memorial Dinner and Lecture, July 17, 2004.
- Innovate: Justice: Layli Miller-Muro@TEDxGrandRapids, May 12, 2011